# Kalpana Ranjani
Kalpana Ranjani (Thiruvananthapuram, 13 de octubre de 1966 — Hyderabad, 25 de enero de 2016) fue una actriz india. Actuó en 300 películas en varias lenguas indias.
Hija de Vijayalakshmi Nair y Chavara V.P.Nair.
Se casó con el director cinematográfico Anil Kumar desde 1998 al 2012. Tuvieron una hija, Sreemayi. Recibió el Premio Nacional de Cine a la mejor actriz de reparto.
Falleció el 25 de enero de 2016 a los 49 años.

## Filmografía
Algunas de sus películas son:
- 1976, Maa.
- 1977, Vidarunna Mottukal.[5]
- 1981, Pokkuveyil
- 1983, Manju
- 1984, Panchavadi Palam
- 1985, Ithu Nalla Thamasa
- 2011, Sankaranum Mohananum
- 2011, Salt N' Pepper
- 2011, Pachuvum Kovalanum
- 2011, Ninnishtam Ennishtam 2
- 2012, Ezham Suryan
- 2012, Vaadhyar
- 2012, Spirit
- 2013, ABCD: American Born Confused Desi
- 2014, Bangalore Days
- 2014, Kaaki Sattai
- 2015, Ennum Eppozhum
- 2015, Lavender
- 2015, Charlie